# Casbia
Casbia är ett släkte av fjärilar. Casbia ingår i familjen mätare.

## Dottertaxa tillCasbia, i alfabetisk ordning[1]
- Casbia acrocosma
- Casbia adoxa
- Casbia aedoea
- Casbia albinotata
- Casbia albivertex
- Casbia alphitoniae
- Casbia alphitopis
- Casbia ammophila
- Casbia anomalata
- Casbia asinina
- Casbia aviata
- Casbia calliorma
- Casbia carnecostata
- Casbia celidosema
- Casbia coniodes
- Casbia cremnias
- Casbia didymosticta
- Casbia ditissima
- Casbia eccentritis
- Casbia ereutha
- Casbia eutactopis
- Casbia farinalis
- Casbia fasciata
- Casbia felix
- Casbia fulviplaga
- Casbia glaucochroa
- Casbia idiocrossa
- Casbia impressaria
- Casbia inconspicua
- Casbia irrorata
- Casbia isogramma
- Casbia leptorrhoda
- Casbia lilacina
- Casbia lithodora
- Casbia ochthadia
- Casbia oenias
- Casbia pallens
- Casbia periculosa
- Casbia plinthodes
- Casbia profusa
- Casbia rectaria
- Casbia resinacea
- Casbia rhodina
- Casbia rhodoptila
- Casbia rosacea
- Casbia rufoliva
- Casbia scardamiata
- Casbia sciagrapha
- Casbia serpentina
- Casbia strigaria
- Casbia synempora
- Casbia tanaoctena
- Casbia vagaria
- Casbia vulpina